# مينون (كاتب)
مينون (بالفرنسية: Menon)‏ هو كاتب فرنسي، ولد في القرن الثامن عشر، وتوفي في القرن التاسع عشر.